# Woroniów
Woroniów (ukr. Воронів) – wieś na Ukrainie w rejonie rohatyńskim obwodu iwanofrankiwskiego, nad Gniłą Lipą.
Wschodnią część wsi stanowi dawniej samodzielna wieś Józefów.